# Swoszowa
Swoszowa ist ein Dorf der Gemeinde Szerzyny im Powiat Tarnowski der Woiwodschaft Kleinpolen in Polen.

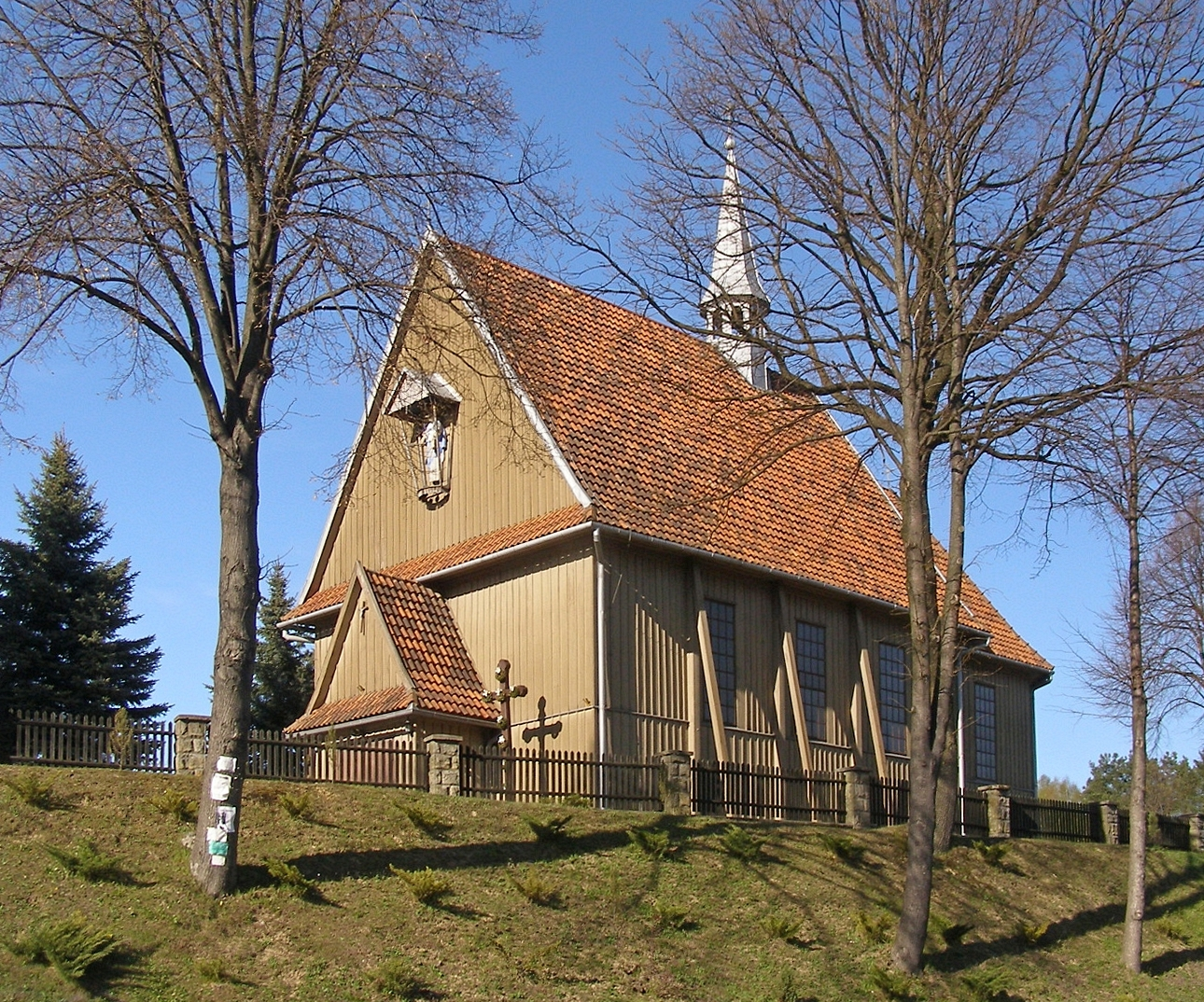
Holzkirche in Swoszowa, 1958 gebaut

## Geographie
Der Ort liegt im Pogórze Ciężkowickie, im Landschaftsschutzpark Pasma Brzanki, südlich des Brzanka-Kamms (534 m). Die Nachbarorte sind Ołpiny und Szerzyny im Süden, Żurowa im Westen, Joniny und Kowalowa im Norden, Jodłowa im Nordosten, sowie Czermna im Südosten.

## Geschichte
Der Ort wurde vor dem Jahr 1369 gegründet. Der Name ist besitzanzeigend, abgeleitet vom Personennamen Swosz (Besitzer, Pächter oder Siedler) abgeleitet, der beispielsweise im Jahr 1485 als Stanislaum Swoss de Lupcza (...) rothmagistr(um) erwähnt wurde, von einem Rittmeister aus dem nahen (8 km) Dorf Lubcza.
Das Dorf gehörte zum Königreich Polen (ab 1569 Adelsrepublik Polen-Litauen), Woiwodschaft Krakau, Kreis Biecz.
Bei der Ersten Teilung Polens kam Swoszowa 1772 zum neuen Königreich Galizien und Lodomerien des habsburgischen Kaiserreichs (ab 1804). Ab dem Jahr 1855 gehörte Swoszowa zum Bezirk Jasło.
1918, nach dem Ende des Ersten Weltkriegs und dem Zusammenbruch der k.u.k. Monarchie, kam Swoszowa zu Polen. Unterbrochen wurde dies nur durch die Besetzung Polens durch die Wehrmacht im Zweiten Weltkrieg.
Von 1975 bis 1998 gehörte Swoszowa zur Woiwodschaft Tarnów.